# Проточный (Воронежская область)
Прото́чный — хутор в Нижнедевицком районе Воронежской области.
Входит в состав Андреевского сельского поселения.

## Население
| 2010 |
| ---- |
| 14   |

## Улицы
На хуторе имеется одна улица — Зелёная.